# Mateo Pumacahua
Mateo García-Pumacahua Chihuantito (Chinchero, 21 de septiembre de 1740-Sicuani, 17 de marzo de 1815) fue un militar y funcionario indígena (noble inca) del Virreinato del Perú cuya participación contra la rebelión de Túpac Amaru II fue decisiva para la derrota de este. Años más tarde, se plegó a la causa libertadora de los hermanos Angulo, siendo el más destacado líder de la Rebelión del Cuzco de 1814, razón por la cual es considerado prócer de la independencia del Perú.

## Biografía

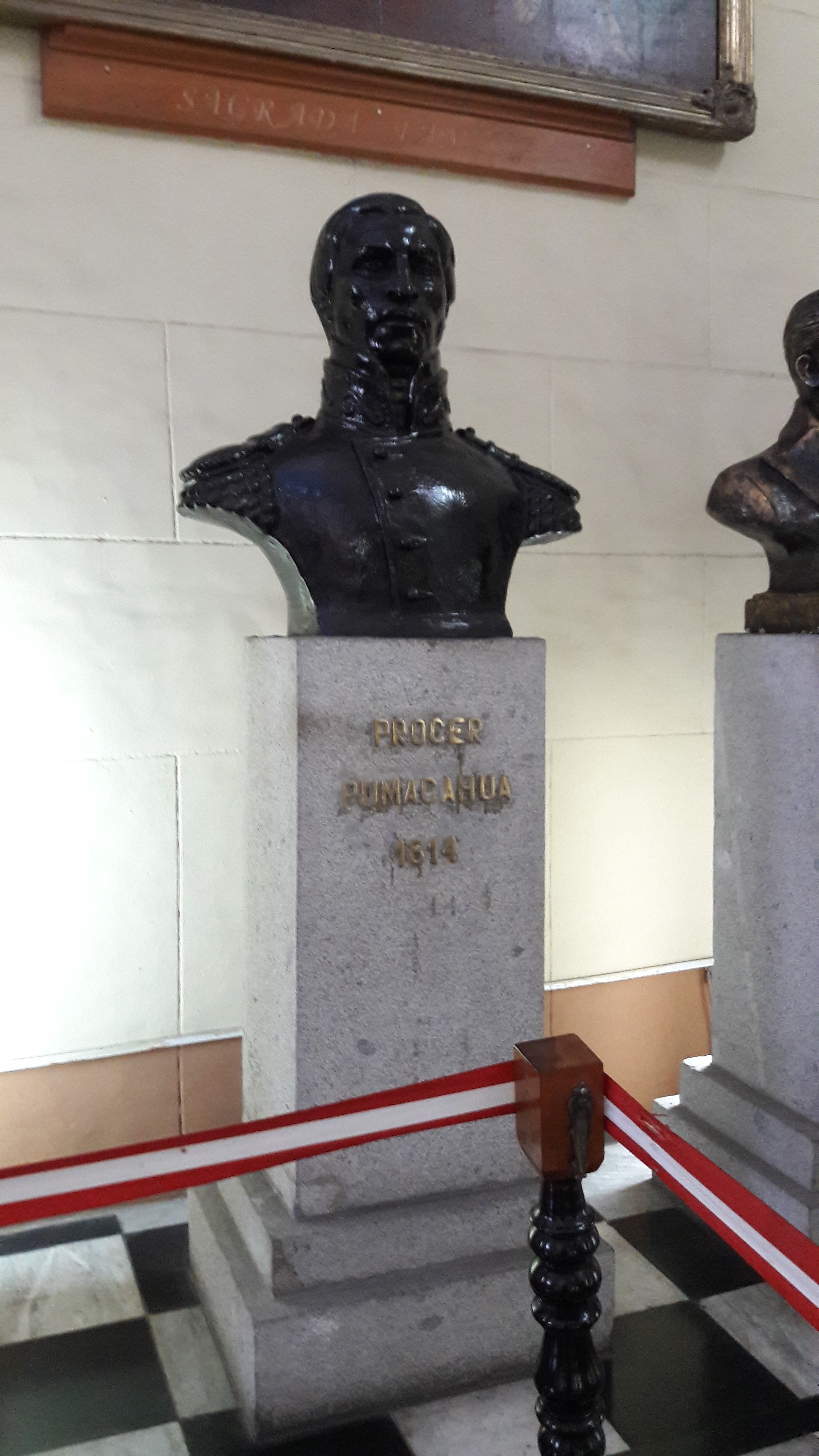
Efigie de Pumacahua en el Panteón de los Próceres en Lima.

Nació en 1740, hijo de Francisco Pumacahua Inca, cacique de Chinchero y de Rosa Chihuantito descendiente en línea directa del inca Huayna Cápac, de condición noble y, por tanto, exenta del pago de tributos y de prestación de servicio personal, y con derecho al uso de armas. 
Sus escritos reflejan una notable educación, que es posible recibiera en el Colegio de Indios Nobles y de Caciques de San Francisco de Borja, fundado por la Orden de Jesús en la ciudad del Cuzco, donde pudo coincidir con el que luego sería su rival, José Gabriel Condorcanqui.
El 12 de octubre de 1770, a la muerte de su padre, le sucedió como cacique y gobernador de Chinchero, Maras, Huayllabamba, Umasbamba y Sequecancha. El 13 de agosto de 1773 fue nombrado capitán de la compañía de indios nobles de esa localidad.
Mateo Pumacahua casó en primeras nupcias con Juliana de Cusihuampan con quien tuvo un hijo llamado José Mariano Pumacahua y, en segundas, con María Ignacia Loayza. Tuvo cinco hijos: Francisco Paula, Ignacia, Polonia, Lorenza y María Eusebia.

## Rebelión de Túpac Amaru II
El 4 de noviembre de 1780 comenzó la gran Rebelión de Túpac Amaru II, que llegó a poner en peligro el dominio español sobre amplias extensiones del sur del Perú. Para hacerle frente a las autoridades, al igual que en gran parte de las indias, se encontraban prácticamente indefensas. En todo el virreinato sólo había un regimiento de tropas regulares, el Real de Lima, formado por soldados mayoritariamente americanos, como también lo eran los mandos subalternos, aunque los superiores fueran sobre todo peninsulares. Como elementos auxiliares existían unidades de milicias, reclutadas localmente y de variable calidad.
Para sofocar la sublevación fue preciso, pues, acudir a una movilización del elemento indígena, que se encauzó a través de una veintena de caciques fieles, como Felipe Titotaouchi, Evaristo Delgado, Pedro Sahuaraura, Nicolás Rosas o Diego Choquehuanca. Entre ellos destacó Mateo Pumacahua, “el principal enemigo de la rebelión”. En torno a su selecta compañía de indios nobles, puso en pie de guerra a los habitantes de su jurisdicción, formando una fuerza a la que el virrey Jáuregui concedió el raro privilegio de usar bandera. Al frente de ella, entró en campaña desde un primer momento, uniéndose a las columnas que se constituyeron con los escasos efectivos “veteranos”, o regulares, disponibles y con milicianos. De estas dos clases de tropa se emplearon unos tres mil efectivos, masivamente de milicias, complementados con alrededor de catorce mil indios, lo que refleja la importancia de la aportación de estos últimos.
Al mando de una agrupación que reunía compañías de milicias tanto de “españoles” (peninsulares y criollos) como de “naturales” (indígenas) y de “esclavos” (negros), Pumacahua intervino en distintos combates, como la defensa de Paucartambo y la victoria de Urubamba (diciembre de 1780) y la defensa del Cuzco (enero de 1781), en la que desempeñó un papel esencial. Participó, asimismo y al mando de dos mil indígenas, en la ofensiva contra Tinta (abril de 1781) que llevó a la derrota de Tupac Amaru y a su posterior captura a manos de sus propios subordinados, que lo entregaron a las autoridades.
Aunque con ello la rebelión sufrió un gravísimo golpe, su total extinción requirió nuevas expediciones, en las que las tropas de Pumacahua se distinguieron. Por sus sobresalientes servicios, Pumacahua fue premiado, sucesivamente, con la banda e insignias de la Real medalla, el ascenso al grado de coronel de milicias (30 de diciembre de 1780) y el sueldo vitalicio de capitán “vivo”, o efectivo, del Ejército Real del Perú. Por esas fechas empezó a firmar como Mateo García Pumacahua.

## Luego de la Gran Rebelión
Para 1782, habiendo sido derrotada la Gran Rebelión y estando recibiendo honores por parte de la Monarquía Española, el cacique Don Mateo Pumacahua Inca intento legitimarse como un descendiente del soberano Huayna Cápac, por lo que empezó a mandar a España, no solo su hoja de servicios, sino también su probanza de nobleza. En el pasado ya había confesado, a los corregidores de su provincia (como Antonio de la Cámara, Pedro de Centeno, Matías Baulen), su deseo de solicitar una plaza para lograr ser incluido en alguna de las órdenes militares españolas, además de conseguir un título de Castilla como marqués (que obtuvieron otros jefes de la campaña contra Tupac Amarú II). Recibió la ayuda de algunos españoles como Vicente García Rodríguez, Bernardo Pérez, José Becerra, Ramón Moscoso, Gabriel de Avilés, José Francisco Olivares, Manuel Mendieta, etc que sirvieron como escribanos o testigos de su demanda.

"Son y fueron descendientes del linaje, casta de varón, del tronco y prosapia del Inca Huayna Ccapac, Señor y Príncipe que fue de esta tierra,  y por ser tales Incas de la dicha casta y linaje, los dichos Don Juan Pumaccahua Inca, y Don Bartolomé Vilccacahua, su hermano, no han pagado, no pagan, tasa ni tributo alguno, no han acudido a mitas, ni servicios personales, ni su padres ni abuelos... El Señor Corregidor, Don Francisco de Olivares y Figueroa. 1750".
Martin López, 1782

"Digo que por cuánto ha fallecido Don Francisco Pumaccahua Inga, Cacique y Gobernador que fue de la Doctrina de Chinchero, sus anexos de Umasbamba y Seqquechaca y sus parcialidades y Ayllus de Pongo, Cupir y Yanaconas. No habiendo otra persona que por dicho le suseda y estar presente Don Mateo Pumaccahua Inga, hijo primogénito legítimo de dicho gobernador en quien concurren todas las circunstancias, condiciones y cualidades necesarias de gobierno, juicio, honradez y seguridad para el manejo de los ramos reales que se pagan en la Real Caja. Lo elijo, nombró por tal Cacique y Gobernador interino de la dicha Doctrina de Chinchero sus anexos, parcialidades y ayllus, con facultad de que con este nombramiento pueda ocurrir al real y superior gobierno de estos Reinos  por su confirmación como persona noble e hidalgo que me han hecho constatar por varios documentos y papeles que tiene a su favor. En 12 del mes de octubre de 1770. Señor General, Don Marcos Antonio de la Cámara y Escudero, Corregidor y Justicia Mayor de esta Provincia de Calca, Lares y Vilcabamba y su jurisdicción por el Rey Nuestro Señor"
Escribano Público: Martín Santos Gonzáles, 1782

Exhibió ante mi Don Mateo Pumacahua Inca, Cacique Principal y Gobernador de la Doctrina de Nuestra Señora de la Natividad de Chinchero, Provincia de Calca, y volvió a llevar a su poder a qué me remito y para que de ello conste dónde convenga de su pedimento doy el presente en esta ciudad del Cuzco del Perú a 27 del mes de abril de 1782, siendo testigos el capitán Don Vicente José García Rodríguez, Don Bernardo Gamarra y Don Martin Santos Gonzáles presentes
Escribano Público: Tomás de Gamarra, 1782

A su vez, también había expresado desde 1782 un deseo de volverse caballero de la Orden de Santiago, tratando de reunir la documentación adecuada para cumplir con los requisitos necesarios de admisión que exigía la orden a sus aspirantes. Aquella tarea la terminaría a inicios del siglo XIX. Fue así que, durante los meses de junio a agosto de 1804, con apoyo del Virrey Gabriel de Avilés, mandaría España los documentos en los que estaban los 84 puntos necesarios para que le admitiera la orden. Pese a ello, no existe prueba documental alguna de que el rey Carlos IV de España, o Fernando VII, hayan respondido a esa solicitud del cacique Pumacahua, por lo que se es probable que la Orden de Santiago no aceptó la solicitud de ingreso del noble inca.

"de ser este [Dn. Mateo Pumaccahua Ynga] tan amante fiel vasallo de Vuestra Majestad, de calidad indio, lo constituye acreedor a las piedades de vuestra Real Munificencia dispensa al verdadero mérito para que el honor de las gracias y privilegios que se ha servido [...] se servirá Vuestra Majestad conferirle las mercedes que pide, o aquellas que estime más de su Real Beneplacito"
Conde Ruiz de Castilla, 1804

"Señor. La bondad de Vuestra Majestad concederá a este humilde servidor... una Cruz de la Orden de Santiago [...] en atención a qué de los documentos presentados a Vuestra Majestad resulta ser descendiente legítimo de la prosapia del gran Guainaccapac Ynga, uno de los Emperadores que fue de los Reinos del Perú, y por consiguiente resulta justificada su nobleza".
G. Avilés y M. Pumacahua, 1804

"Tener la satisfacción de hablar en derechura con su Monarca, con su Amo, y Señor Natural, y pedirle con franqueza las Gracias que ya va a exponer [...] se pide a Vuestra Majestad... la gracia, de una cruz del Orden de Santiago"
M. Pumacahua, 1804

Fue así que, en septiembre de 1782, el cacique Don Mateo Pumacahua Inca envió a España una petición a la Corona para que "se dignen a conferirle los títulos y mercedes que solicita el referido cacique Dn. Matheo Pumaccahua Inga" por haber "servido a Vuestra Majestad el Rey con mucho celo y total fidelidad" y "haberle hecho la guerra al infame insurgente Joséf Gabriel Condorcanque, fingido Tupa Amaro". Sin embargo, la respuesta de Carlos III de España fue negativa, dado que ya se le había concedido la Medalla de oro "Al Mérito" con la Real Efigie del rey Carlos III, una Banda roja, el grado de Coronel de Milicias y una pensión de 80 pesos mensuales. Debido a la insistencia de Pumacahua por una "preeminencia o prerrogativa un nomen honoris" (es decir, un título nobiliario español, que sería el de "Marqués"), se tuvo que enviar un representante del Rey hacia el virrey Teodoro de Croix para zanjar la cuestión.

"Haga entender a Dn. Mateo Pumacahua, Cacique del Pueblo de Chinchero, en el Obispado del Cuzco, no ha venido el Rey en condecerle las gracias que solicita; por hallarse ya premiado con las que antes y aora le tiene dispensadas su Real Piedad en atención a los mismos méritos que aora expone".
Secretario del Gobierno al virrey Teodoro de Croix

En 1794, prosiguiendo su carrera, fue nombrado coronel de Ejército, distinción de singular importancia, ya que implicaba que, por su habilidad militar y su fidelidad se le equiparaba ya no a un simple mando de milicianos, tropa advenediza y de segunda línea, sino a la elite de los defensores de la Monarquía y en 1802 alférez real de Cuzco. En 1808 contribuyó con un donativo personal, al que seguirán otros, de 2000 pesos para el “empréstito patriótico” que se realizó con el fin de reunir fondos destinados a ayudar a la Península invadida por Napoleón.

## Movimientos emancipadores delsigloXIX

### Al servicio del Virreinato del Perú
Cuando, a partir de 1809 comenzaron los movimientos emancipadores, siguió dando pruebas de inquebrantable lealtad. Se le encomendó en octubre de 1811 la misión de restablecer las comunicaciones entre Lima y el Ejército realista del Alto Perú, y abrir paso para el envío de un importante refuerzo de tres mil quinientos hombres a este último. Ello le llevó a emprender una serie de operaciones que consiguieron someter, con gran brutalidad, una serie de levantamientos locales en Pacajes, Sicasica y Omasuyos. Se dijo que, por este motivo, fue separado del mando directo de tropas en operaciones, aunque estos excesos eran casi inevitables si se tiene en cuenta que las llamadas “indiadas” movilizadas por ambos bandos, carecían de toda disciplina y, con frecuencia, actuaban movidas sólo por la esperanza de botín.
En todo caso, Pumacahua no perdió la confianza política de sus superiores. El 11 de diciembre de 1811 se le extendió la patente de brigadier; en marzo de 1812 recibió la jefatura del Batallón Auxiliar de Cuzco y el 24 de septiembre de ese año fue nombrado por el virrey José Fernando de Abascal presidente interino de Cuzco, cargo de especial relevancia en aquellos momentos y que solo acumulaba el poder que había obtenido, pues el mismo año había sido electo Alférez Real de los Incas.

"Colocando a un indio al frente del Gobierno de Cusco, el Virrey Abascal asestó, ¡Qué duda cabe!, un golpe moral a los insurgentes rioplatenses, que hablaban exactamente de liberar a los “hijos de los Incas”. Pero no midió las consecuencias mediatas de aquel hecho, las reacciones cuzqueñas esencialmente y sobre todo la forma como Pumaccahua sufriría el desdén criollo y mestizo”.
J. J. Vega: 268

Se trataba de una provincia densamente poblada que, en la práctica, constituía la retaguardia del Ejército realista del Alto Perú, al que suministraba hombres y medios materiales de todo tipo. La ciudad, por el comportamiento de sus habitantes durante la rebelión de Túpac Amaru, había recibido de Carlos III el título de Fidelísma, par de Lima, de “igual tratamiento y prerrogativas que están concedidas y goza la capital de Lima”.
Bajo su mandato como presidente se procedió en octubre a las agitadas elecciones de diputados a Cortes, en las que salió a relucir el enfrentamiento entre los dos bandos que se empezaban a dibujar: los liberales, ya fuesen reformistas o independentistas, y los conservadores. La Constitución de Cádiz se juró en Lima por esas fechas, siendo remitida a distintos puntos del virreinato para que se procediera a la misma ceremonia. Llegó a Cuzco el 9 de diciembre, pero las autoridades difirieron su publicación. Ello motivó un manifiesto de protesta encabezado por Rafael Rodríguez de Arellano, destacado dirigente del sector liberal, que fue encarcelado. Al fin, el día 23 se juró la Carta Magna en Cuzco. Entre sus disposiciones figuraba la sustitución de los tradicionales Cabildos hereditarios por otros elegidos mediante votación, que los liberales esgrimirán para argumentar la falta de legitimidad del Ayuntamiento existente y la necesidad de reemplazarlo. El 7 de febrero de 1813 tuvo lugar una reunión con vistas a la elección del nuevo Ayuntamiento, que se convirtió en catalizador de las rivalidades de los dos lados. Pumacahua se dirigió a los asistentes impetrando que actuasen “con temor a Dios, fidelidad al Soberano, amor a la Patria y respeto a las autoridades”. Pero los ánimos estaban ya soliviantados y los asistentes forzaron la liberación de los detenidos.

### Al servicio de la Junta del Cuzco
Cuando, finalmente, tuvieron lugar los comicios, fue elegido un Ayuntamiento dominado por la facción liberal exaltada, lo que creó malestar en los sectores conservadores. Al poco, el virrey Abascal, descontento por la forma en que el presidente había gestionado la crisis, le sustituyó por el también brigadier cuzqueño Martín Concha. Pumacahua, dolido, se retiró a sus tierras, no sin antes hacer protestas de su fidelidad, aduciendo que su único móvil había sido mantener a la provincia en calma y “libre de irrupciones”.
La agitación, sin embargo, no cesó, promovida, entre otros, por oficiales americanos del Ejército Real que, tras haber sido capturados por los independentistas y liberados en virtud de la capitulación de Salta, se hallaban en Cuzco. Sendas delaciones hicieron fracasar intentos subversivos el 9 de octubre y el 5 de noviembre, pero el 3 de agosto el movimiento insurreccional triunfó, sin apenas resistencia. Lo capitaneaban los hermanos José, Vicente y Mariano Angulo, el sacerdote Gabriel Béjar, todos cuzqueños, y Manuel Hurtado de Mendoza, salteño y antiguo oficial realista.
Tras el pronunciamiento se creó una Junta de Gobierno integrada por tres personas: el coronel Juan Tomás Moscoso, el teniente coronel Domingo Luis Astete y, como presidente, Mateo Pumacahua. No se conocen a ciencia cierta las razones que este último tuvo para ese radical cambio de lealtades. Se han aducido varias. Entre otras, el convencimiento de que las autoridades nunca introducirían por la vía pacífica las imprescindibles reformas para mejorar las condiciones de los indios; la ambición y el despecho. Él mismo alegaría más tarde que aceptó el cargo engañado, ya que se le había dicho que Fernando VII había muerto, y que se trataba de conservar Perú para sus sucesores. Es cierto que a la hora de justificar la sublevación, sus promotores aludieron a su deseo de garantizar “el reconocimiento a la autoridad de las Cortes Soberanas, a la de nuestro amado Monarca Don Fernando VII, a la de la Regencia del Reino y a la inmediata de V. E. (el virrey)”.
En cuanto al motivo que pudieron tener los criollos para recabar la colaboración del brigadier, no parece que fuera el respeto —uno de ellos se refirió a él como persona “inclinada a las pasiones más bajas e infames”—, ni la coincidencia de intereses, ya que en realidad los dirigentes blancos carecían de un verdadero programa para los indígenas. Lo más verosímil es que fuera sobre todo el deseo de contar con la multitud de hombres que con su prestigio podía movilizar. En todo caso, la revolución de 1814 fue un ejemplo interesante, aunque fugaz, de la poco frecuente colaboración entre indios y criollos contra el poder español. Al final, los segundos, atemorizados por la perspectiva de una guerra racial, abandonarían a los primeros.
La vida de esa Junta fue efímera. Unos meses después de haber sido constituida, el 30 de noviembre la casa de Astete, sospechoso de realista, es asaltada, y el teniente coronel tuvo que apelar a la fuga para salvar la vida. De hecho el poder recayó a partir de entonces en Pumacahua y los hermanos Angulo.
Mientras, Abascal, alarmado ante la magnitud de lo sucedido, entabló conversaciones con las nuevas autoridades.
Tras fracasar en sus intentos para que depusieran su actitud, y no convencido de las explicaciones de estas en el sentido de que se ha tratado de “un cambio de gobernantes, no de gobierno”, decidió tomar medidas de fuerza. Su situación era entonces precaria: la mayor parte de sus fuerzas se hallaban en el Alto Perú, bajo una creciente presión de las tropas independentistas de Buenos Aires o empeñadas en la reconquista de Chile; en la propia Lima se había abortado una conspiración y en el ejército de operaciones únicamente la lealtad del Regimiento de Infantería n.º 1 había hecho fracasar un intento de sublevación dirigido por el coronel Saturnino Castro.
A pesar de ello, el virrey dictó órdenes para sofocar el movimiento de Cuzco. Desde la propia capital envió una columna al mando del teniente coronel Vicente González, formada por dos compañías, sólo ciento veinte hombres, del Regimiento peninsular de Talavera, recién llegado de España, y por milicianos locales.
Del Ejército del Alto Perú se desprendió otra, dirigida por el brigadier Juan Ramírez, posiblemente uno de los mejores militares del Ejército realista. La componían el excelente Regimiento n.º 1, de cuzqueños, que tras haber pedido que un piquete de la unidad ejecutase la sentencia de fusilamiento de Castro, solicitó formar parte de la expedición; el Batallón del General, de oriundos de Tinta, Cinti y Chichas y algunos Dragones de Tinta, también americanos. Mil doscientos hombres en total, con seis piezas de Artillería.
Por su parte, la Junta no permaneció inactiva. Al contrario, convirtió a Cuzco en un foco de la insurrección, de donde irradiaron fuerzas en varias direcciones para propagar la misma. Una estaba dirigida por el afroperuano Juan Manuel Pinelo, iqueño, antiguo miembro del Real de Lima y nombrado ahora coronel, y por el cura tucumano Ildefonso Muñecas, ascendido a brigadier. El 25 de agosto entraron en Puno, que se había alzado por la causa independentista y el 11 de septiembre tomaron la fortaleza del Desaguadero. Por fin, y ayudados por un movimiento interno, ocuparon La Paz el 24, produciéndose atrocidades consustanciales a ese tipo de guerra irregular. Ante la noticia de la proximidad de Ramírez la abandonaron, para hacerle frente en Chacaltaya, siendo batidos de plano el 2 de noviembre. El 3, la ciudad estaba de nuevo en manos realistas.
La segunda tropa que salió de Cuzco obedecía a Mariano Angulo, Gabriel Béjar y Manuel Hurtado de Mendoza, que el 20 de septiembre hicieron su entrada en Huamanga. González, sin embargo, estaba sobre ellos. El 1 de octubre les derrotó en Huanta y, tras recuperar Huamanga, les volvió a vencer el 27 de enero de 1815 en Matará. En pocas semanas la columna dejó de existir.
La tercera expedición, la más importante, con cinco mil hombres, estaba encabezada por el propio Pumacahua, que marchó sobre Arequipa. Su fuerza incluía fuerzas de milicias, ya que estas unidades, según las condiciones locales, combatieron en un bando o en otro. Un mínimo contingente le salió al paso, una compañía del Real de Lima y algunos milicianos descontentos y de dudosa lealtad. Lo mandó el intendente de Arequipa, el americano José Gabriel Moscoso y el mariscal de campo cuzqueño Francisco Picoaga, venido de la capital. El 10 de noviembre fueron derrotados en la Apalacheta. Hechos prisioneros, se les condujo a Cuzco donde fueron ejecutados el 1 de febrero del siguiente año, tras negarse terminantemente a cambiar de bando. Ese mismo día los rebeldes fueron recibidos en Arequipa por el Ayuntamiento, que reconoció a la Junta del Cuzco y, a la vez, reiteró su fidelidad a Fernando VII.
El 30, sabedores de que Ramírez estaba en marcha desde La Paz, abandonaron la ciudad, en la que inmediatamente, el 6 de diciembre, las mismas autoridades consignaron ahora su protesta contra la rebelión y su fidelidad a Fernando VII. Tres días más tarde, las fuerzas realistas llegaron a la ciudad, tras una durísima ascensión de los Andes en la peor época del año, entre nieves y ventiscas. Después de un largo descanso, y acuciadas por Abascal se pusieron en movimiento el 11 de febrero de 1815.
El 11 de marzo ambos ejércitos estaban frente a frente, en Humachiri. Pumacahua entonces mandó treinta mil hombres, de ellos ochocientos fusileros, y tenía cuarenta cañones Ramírez, mil trescientos y seis, respectivamente. A pesar de ello, atacó. Sus tropas, se desvistieron parcialmente y, sujetando en alto las armas y las municiones para evitar que se mojasen, vadearon bajo el fuego el río Llalli. Una vez al otro lado, cargaron, derrotando en menos de media hora a las masas enemigas. Hasta las mujeres que acompañaban a los realistas se distinguieron, rechazando una incursión de la caballería independentista.
Pumacahua, fugitivo, fue capturado por los habitantes de Sicuani, irritados por los desmanes que en la localidad habían perpetrado sus tropas. El 17 de marzo, tras un rápido juicio, fue ahorcado (y uno de sus brazos, que habían sido cercenados del cuerpo del cacique, serían puestos en el Arco de Mateo Pumacahua). 

“Don Manuel Ponferrada, Teniente Coronel graduado de Infantería y Juez Fiscal de esta causa:

Vistas las declaraciones y demás diligencias de este proceso por el cual resulta convicto y confeso el brigadier Don Mateo García Pumaccahua, de los execrables delitos que ha cometido como caudillo principal de la Insurrección del Cuzco, cuya notoriedad de hechos positivos excusaba aun la menos forma legal para que se le aplique el castigo que imponen las leyes a los Traidores de su clase; pero que no obstante se ha obrado quanto conduce a comprobarlos, debiendo por la misma razón omitirse las demás formalidades prescritas en las ordenanzas tanto por que se hacen inoficiosas en el presente caso, quanto porque la incomparable ascendencia que este Reo tiene en los Indios, exige que su sentencia se exequte sin la menor dilación a fin de desaparecer un objeto a quien ellos aman decididamente, y es el más contrario del sistema de la pacificación de estas revolucionadas Provincias.
Concluyo en nombre del Rey, a que el dicho brigadier Don Mateo García Pumaccahua sea condenado a sufrir la pena de ser ahorcado, cortada su cabeza que deberá conducirse a la Capital del Cuzco, para que se exponga en una pica a la vista del Público y que su cuerpo se queme hasta reducirse a cenizas.

Quartel General de Sicuani, 17 de marzo de 1815”.
Sentencia de muerte del cacique Mateo Pumacahua

Para entonces en Cuzco había triunfado un movimiento realista, lo que anunciaba el fracaso del alzamiento. En las siguientes semanas la sublevación principal fue totalmente dominada, aunque algunos de sus dirigentes, como Muñecas, mantuvieron largo tiempo la resistencia, en lo que se ha denominado la época de las “republiquetas”.
Además de los cargos concedidos por la Corona, se otorgó, con motivo de la sublevación de 1814, el empleo de capitán general y de marqués del Perú, que nunca le fueron reconocidos por las autoridades realistas.

### Posible proyecto de Independencia Monárquica
Pese a las declaraciones de Pumacahua defendiendo su carácter de fidelista a la Monarquía Española y que solo defendía las autonomías que recibió Cuzco con la Constitución de Cádiz, hubo partidarios suyos que, después de su muerte, lo acusaron de querer la "independencia del Reino" y además señalaron que el cacique Mateo Pumacahua buscaba coronarse con el título de "Rey del Perú". Los rumores de estas versiones fueron muy difundidas por las autoridades españoles (como Pascual Bernardo, Manuel Ponferrada, Mariano de Sierra) para justificar la muerte del noble inca más poderoso y con más prestigió de la época, pues hacia 1812 ya logró ratificarse como descendiente del soberano Huayna Cápac ante las autoridades del Perú, y por lo tanto podía tener el respaldo de los Incas Electores del Cuzco. Según el Dr. López Foronda, en el Cuzco se lograron elaborar varios retratos de Pumacahua como Rey Inca del Perú en la primera mitad del siglo XIX (1814-1840), mostrando de ese modo la simpatía que tenían súbditos suyos radicales por la causa monárquica nacional. Y fue aquellas simpatías lo que hizo que Simón Bolívar no reconociera el papel de los Pumacahua y tampoco el de los Túpac Amaru cuando entró al Cuzco, pues se sabe que el caudillo venezolano si homenajeó a los familiares de otros rebeldes con tendencias republicanas, pero ignoró totalmente a todos aquellos que antaño habían planteado ya la creación de una Monarquía peruana o hispanoamericana.

"El brigadier Pumaccahua tenía premeditado sus planes de que derrotado este Ejército, pasaría a invadir la Capital de Lima para perfeccionar la obra de la Yndependencia a qué aspiraba y seguidamente tratar de exterminar la casta de españoles a fin de que solo quedasen yndios en este continente"
Cipriano Olaguibel, 1815

"que sabe por noticia que el Brigadier Pumaccahua se vistió del trage de Ynca con los designios de coronarse , y que también ha oído decir se tituló Marquez del Perú".
Pascual Bernardo, 1815

“en cuanto a la ambición del Imperio de este Reino sabe, por noticias, ha estado en disputa la diadema entre él (Pumaccahua) y Vicente Angulo”
Secretario de Guerra: Manuel Ponferrada, 1815

"Oyó decir al dicho Ilario que el cacique D. Mateo Pumacahua estaba muy deseoso de que lo entronizaran enseguida como Rey del Perú, y que sus muchos yndios lo pasarian a colocar en el trono de Lima"
Mariano de Sierra, 1815

“el referido brigadier Pumaccahua deseoso de que lo coronacen por Emperador Inca vistió el traje de tal y se tituló Marqués del Perú: Dixo: Que ha oido decir que verdaderamente husó del mencionado traje, y que todos sus deseos se dirigían a ocupar el Trono del Imperio de este Reino [del Perú]”
Secretario de Guerra: Manuel Ponferrada, 1815